# Rhododendron aperantum
Rhododendron aperantum là một loài thực vật có hoa trong họ Thạch nam. Loài này được Balf. f. & Kingdon-Ward miêu tả khoa học đầu tiên năm 1922.